# SMS G 37
G 37 – niemiecki niszczyciel z okresu I wojny światowej, pierwsza jednostka typu G 37. Okręt wyposażony był w trzy kotły parowe opalane ropą, a zapas paliwa wynosił 299 ton. Zatopiony przez minę na Morzu Północnym 4 listopada 1917 roku .